# San Millán de Lara
San Millán de Lara és un municipi de la província de Burgos a la comunitat autònoma de Castella i Lleó. Forma part de la Sierra de la Demanda.

## Demografia
| 1991 |  | 1996 |  | 2001 |  | 2004 |
| ---- |  | ---- |  | ---- |  | ---- |
| 98   |  | 88   |  | 69   |  | 82   |